# Robin Olds
Robin Olds (14 de julho de 1922 – 14 de junho de 2007) foi um piloto de caça e um oficial da Força Aérea dos Estados Unidos. Ele foi um "ás triplo", com um total de 16 vitórias aéreas conquistadas durante a Segunda Guerra Mundial e na Guerra do Vietnã. Ele se aposentou em 1973 como General de brigada.